# OK Liga Bronce 2019-20
La OK Liga Bronce 2019-20 fue la segunda edición de la OK Liga Bronce, tercer nivel del campeonato español de hockey sobre patines, tras la OK Liga Plata y por encima de las Ligas Autonómicas. Estuvo organizado por la Real Federación Española de Patinaje. La competición se inició el 23 de febrero de 2020 y debía concluir en junio de 2020, pero quedó suspendida en el mes de marzo después de disputarse tan solo tres jornadas, a causa del confinamiento decretado a raíz de la pandemia del Covid-19. La competición ya no pudo ser finalizada y no se proclamaron campeones ni se reconocieron ascensos de categoría.
Esta categoría estuvo compuesta por dos grupos con 8 equipos enfrentándose en formato de liga a doble vuelta, debiendo ascender los tres primeros clasificados a la OK Liga Plata (segundo nivel del campeonato) y regresando el resto de equipos a disputar las Ligas Autonómicas de la siguiente temporada.

## Equipos participantes
Al igual que en la temporada anterior, esta segunda edición de la OK Liga Bronce se constituyó como una segunda fase de las cinco ligas autonómicas que hasta el momento habían constituido el tercer nivel del hockey sobre patines español. Quedó nuevamente aparte la Liga Nacional Catalana, que no se integró en esta categoría, si bien mantuvo su plaza directa de ascenso a la OK Liga Plata.
En la primera parte de la temporada se disputaron las ligas autonómicas, pasando los primeros clasificados de cada una de ellas a disputar la OK Liga Bronce. Esta quedó configurada en dos grupos de ocho equipos cada uno, accediendo al Grupo Norte los tres primeros clasificados de las primeras categorías autonómicas gallega y asturiana, así como los dos primeros clasificados de la Liga Norte; y accediendo al Grupo Sur los cuatro primeros clasificados de la primera autonómica madrileña junto a los cuatro primeros clasificados de la Liga Sur.
| Club                         | Localidad               | Pabellón                            | Fase clasificatoria                  |
| ---------------------------- | ----------------------- | ----------------------------------- | ------------------------------------ |
| Club Compañía de María       | La Coruña               | Colegio Compañía de María           | 1º en Primera Autonómica de Galicia  |
| Escola Lubians               | Carballo                | Complejo Deportivo Carballo Calero  | 2º en Primera Autonómica de Galicia  |
| Asociación Cultural Órdenes  | Órdenes                 |                                     | 3º en Primera Autonómica de Galicia  |
| Club Patín Areces            | Grado                   | Polideportiu Municipal              | 1º en Primera Autonómica de Asturias |
| Club Patín Roller Oviedo     | Oviedo                  | Polideportivo Colegio Villafría     | 2º en Primera Autonómica de Asturias |
| Club Deportivo Patinalón     | Langreo                 | Polideportivo Municipal La Felguera | 3º en Primera Autonómica de Asturias |
| Iruña Hockey                 | Pamplona                | Pabellón U.D.P. Rochapea            | 1º en Liga Norte                     |
| Club Deportivo Urdaneta      | Lujua                   |                                     | 2º en Liga Norte                     |
| Colegio Virgen de Europa     | Boadilla del Monte      |                                     | 1º en Primera Autonómica de Madrid   |
| Club Patín Alcorcón          | Alcorcón                | Prado de Santo Domingo              | 2º en Primera Autonómica de Madrid   |
| CP Rivas Las Lagunas         | Rivas-Vaciamadrid       | Polideportivo Cerro del Telégrafo   | 3° en Primera Autonómica de Madrid   |
| Club Patín Alcobendas B      | Alcobendas              | Polideportivo José Caballero        | 4 º en Primera Autonómica de Madrid  |
| Club Promoción Patín Raspeig | San Vicente del Raspeig |                                     | 1º en Liga Sur                       |
| Hockey Club Concentaina      | Concentaina             | Pabellón Deportivo Municipal        | 2º en Liga Sur                       |
| Club Patín Alhambra Cájar    | La Zubia                |                                     | 3º en Liga Sur                       |
| C.H.P. Cájar Granada         | Cájar                   | Pabellón San Francisco de Asís      | 4º en Liga Sur                       |

Notas:
- El C.H.P. Cájar Granada, tras obtener su clasificación mediante la Liga Sur, renunció a participar en la OK Liga Bronce por motivos económicos.